# لودون
لودون (به فرانسوی: Loudun) یک کمون در فرانسه است که در دپارتمان وین از ناحیهٔ نوول-آکیتن واقع شده‌است. لودون ۴۳٫۷۷ کیلومتر مربع مساحت و ۷٬۵۸۸ نفر جمعیت دارد و ۹۰ متر بالاتر از سطح دریا واقع شده‌است.

## خواهرخوانده
شهر بورگوس خواهرخواندهٔ لودون هست.